# Starships
«Starships» es una canción interpretada por la rapera, compositora y cantante trinitense, Nicki Minaj de su segundo álbum de estudio Pink Friday: Roman Reloaded. Fue lanzada el 14 de febrero de 2012 bajo los sellos Young Money Entertainment, Cash Money Records y Republic Records como primer sencillo del álbum. La canción fue escrita por Minaj, Nadir Khayat, Carl Falk, Rami Yacoub, Wayne Hector, y producida por RedOne, Yacoub, y Falk.
La canción alcanzó el top cinco de más de quince países, también siendo un éxito en los listados de Billboard donde debutó entre los primeros diez lugares del Billboard Hot 100 donde permaneció adentrado en el top diez durante 21 semanas concecutivas. «Starships» es certificado 6× platino en los Estados Unidos, siendo su segundo sencillo solista más certificado en la región. En dicho país también registra 4.6 millones de descargas puras digitales. En mayo de 2020, la canción sobrepasó las 13 millones de ventas alrededor del mundo siendo la canción más vendida por una intérprete de hip hop femenina mundialmente y una de las canciones más vendidas de todos los tiempos, además de ser la canción más exitosa de Minaj hasta la fecha.
«Starships» es una canción hecha en una mezcla de géneros eurodance con synthpop, EDM y electropop teniendo mínimas influencias hip hop en algunas de las líneas.La canción ha hecho parte de múltiples actuaciones de Minaj en distintos eventos y presentaciones como en su gira Pink Friday: Reloaded Tour. El vídeo musical correspondiente fue rodado en Oahu Island, Hawái. Dirigido por Anthony Mandler, en el vídeo apareció Minaj en bikini en una playa, y cerca del final del vídeo, se la mostró en una fiesta bailando la canción. El vídeo llegó a sobrepasar los 200 millones de visualizaciones en la plataforma de streaming audiovisual, VEVO. Obtuvo críticas positivas llegando a ganar el premio a Mejor Vídeo Femenino en los MTV Video Music Awards del 2012.

## Antecedentes y desarrollo
Originalmente «Va Va Voom», fue planeado para ser lanzado como el sencillo principal del álbum. Sin embargo, fue anunciado «Starships» como el verdadero sencillo principal. La portada fue revelada un día antes del lanzamiento del sencillo, el 13 de febrero. Minaj habló sobre la canción en el programa On Air with Ryan Seacrest, en donde mencionó "RedOne me dijo que tenía algo para mí, fuimos al estudio de grabación y comenzamos a escribir la canción". La canción se estrenó en el programa el 14 de febrero, y fue lanzada como descarga digital el mismo día en iTunes.

## Música y composición
Minaj coescribió «Starships» junto a los productores Nadir "RedOne" Khayat, Carl Falk y Rami Yacoub, junto con la escritura adicional de Wayne Hector y Bilal "The Chef" Hajji. En 2011, se le dio a Minaj una versión demo de «Starships» cantada por Mohombi el cual personalizaba los versos para que sonara "más a su estilo", manteniendo el estribillo. Las voces de Minaj fueron grabadas en lo Conway Studios en Los Ángeles. Trevor Muzzy describió el proceso de grabación vocal: 

"Yo no quería asumir que la forma en que estaba grabando no estaba trabajando, así que le pregunté lo que había establecido y me dijo que había dos cadenas de señal vocal, uno de ellos es un Telefunken ELAM 251 llego a un Chandler TG2 mic pre y luego a través de un Urei 1176 [compresor]. La otra era una cadena más tradicional de Neumann-Neve. La cadena de 251 sonaba increíble y funcionó muy bien con el 1176, que no suelen utilizar para cortar vocales. Le dio a su voz un carácter único con un borde fresco que no estaba allí con la otra cadena. Cortamos la voz de Nicki en un día, regresé y rehicimos algunas cosas, así que se podría decir que fue un proceso de dos días".

La canción se mezcló en un solo día, y Muzzy fue a conway para ver los ajustes menores que Minaj quería hacer a la canción.
«Starships» es una canción Eurodance que incorpora elementos europop, electropop, hip hop, rap y synthpop. La canción abre con una guitarra eléctrica, la cual conduce al primer verso de Minaj rapeando, seguido de un pre-estribillo, y una sección de ruptura con efectos vocales. De acuerdo con MTV, «Starships» se ha descrito como una demostración del "lado pop" de Minaj. Según Scott Schettler de Pop Crush los coros en el estribillo son muy similares a «Till the World Ends» de Britney Spears. Así mismo, Jocelyn Vena de MTV también realizó una comparación parecida diciendo: "es difícil no ver la influencia de Spears cuando se escucha la canción". Por otro lado, Andrew Hampp de Billboard comparó a «Starships» al trabajo de cantantes como Lady Gaga y Jennifer Lopez, y otros artistas que han trabajado con RedOne. Musicalmente, «Starships» está escrita en la tonalidad de Re mayor y tiene un tempo moderado de 122 pulsaciones por minuto,22 mientras que sigue una progresión de acordes de D−A−G−Bm−F♯m−G.

## Comentarios de la crítica
La canción recibió comentarios generalmente mixtos por parte de los críticos de la música. Gerrick D. Kennedy de Los Angeles Times declaró que: "el nuevo sencillo indudablemente dividirá a los fanáticos de Minaj. Por mucho tiempo los fanáticos han querido que la cypher queen de quien se enamoraron cuando ella era joven y hambrienta en el circuito de mixtape, mientras que su delegación más nueva y amante del sugar pop probablemente ansiará los versos más extravagantes, y las pelucas de algodón de colores dulces, de la Minaj de hoy". Por otro lado, Jocelyn Vena de MTV mencionó que la canción "no sólo es la perfección de pop puro, [sino que también] la influencia de RedOne es evidente, gracias a sus ritmos de eurodance". Sin embargo, Kyle Anderson de Entertainment Weekly dio una crítica negativa a la canción, afirmando que es: "súper íntimo y casi no contiene el rap, que continúa el empuje de Minaj".

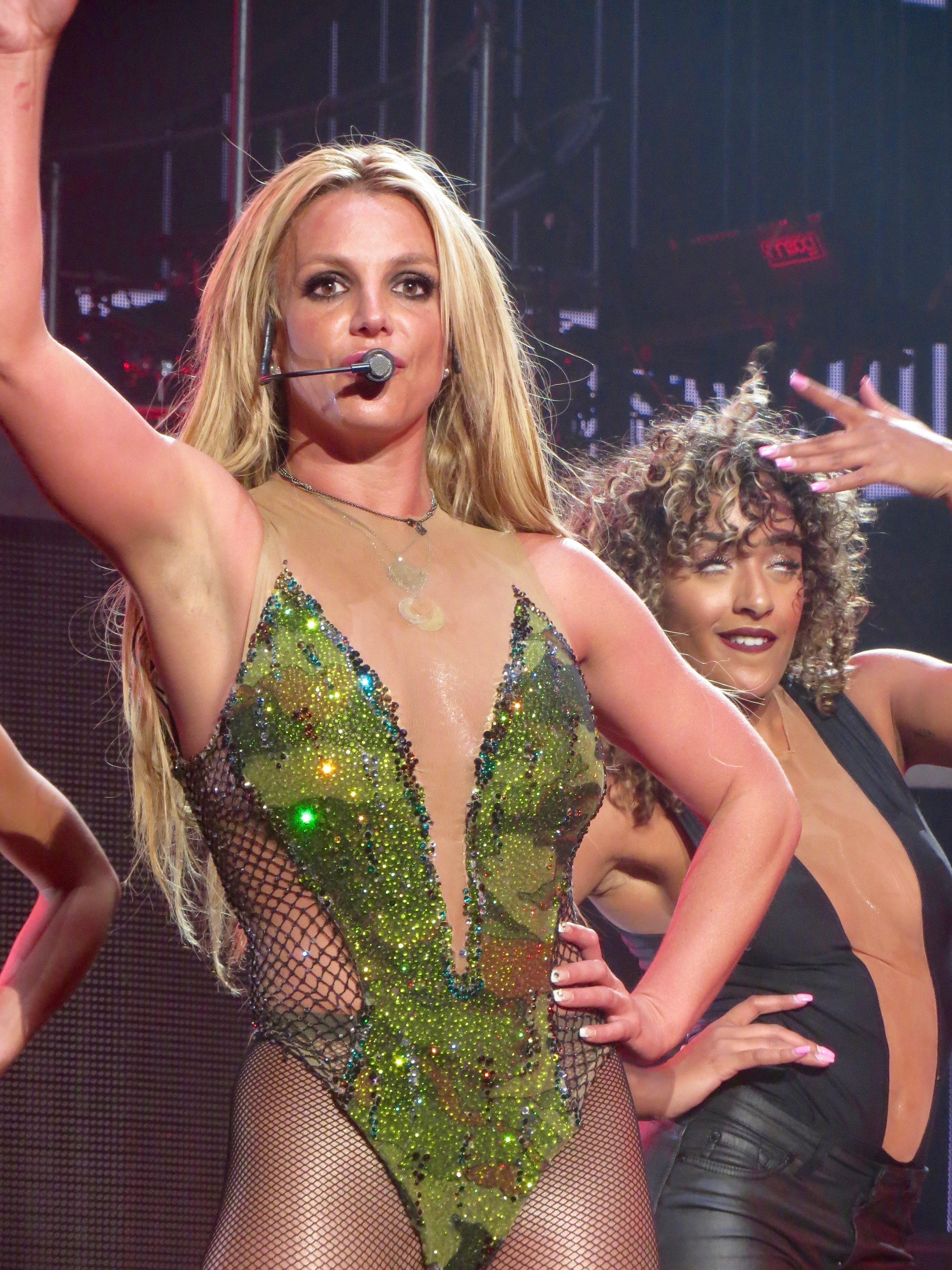
La canción recibió múltiples comparaciones con canciones de Britney Spears.

Bill Lamb de About.com dio una revisión mixta, declarando que: "Starships es una buena salida para Nicki Minaj. Sin embargo, el éxito pop rap de Super Bass, el poder emocional de «Fly», y la experimentación de su actuación en los premios Grammy nos ha dejado esperando a que Minaj empuje los límites. Starships se siente un poco como retroceder en un bolsillo musical y tratando un poco demasiado duro para asegurar otra lista de éxitos pop. El resultado es agradable, pero no particularmente memorable. Andrew Hampp y Erika Ramirez de Billboard juzgaron a la pista diciendo "ganchos pop monstruosos que ensombrecen sus letras desechables, [debemos admitir que es] la más polarizada en la carrera de Minaj hasta la fecha". También notaron que Minaj parecía estar explorando su "identidad musical" a través de cantar en lugar de centrarse en sus puntos fuertes. Matthew Cole de Slant Magazine dio una crítica comparativa, afirmando que "Starships (junto a «Pound the Alarm», «Whip It», y «Automatic») son los molestos sonidos retro-techno-pop que constaron de melodías indiscriminadamente colocadas como «Sexy and I Know It» de LMFAO, «We Found Love» de Rihanna, y casi cualquier canción reciente de Britney Spears o Katy Perry que podemos nombrar. Para el coro de su himno de autoafirmación, Minaj grita "Starships were meant to fly!", similar al "Baby, you're a firework!" de Katy Perry por su intuición sin comprender que si algo está en el cielo, entonces debe también ser fuente de inspiración". En una percepción similar, David Jeffries de Allmusic en su crítica al álbum, mencionó que «Starships» tiene ese "estilo Katy Perry".
Nick Levine de NME dijo que "Starships mejora en correlación directa con el volumen de blastage, el consumo de alcohol y la sudoración de los alrededores. [La pista] es más segura algo inevidente desde «Super Bass», aunque carece de la inocencia y la efervescencia sin esfuerzo". Jon Dolan de Rolling Stone únicamente elogio la producción de RedOne. Jesal Padani de RapReviews.com dio una crítica positiva y calificó a la canción como una "innegable alegría" y un "himno gloriosamente edificante". Andy Gill de The Independent en su crítica al álbum, señaló que «Starships», «Marilyn Monroe», «Champion», y «Young Forever» son las canciones que las personas deben de descargar. Jessica Hopper de Spin dio una crítica mixta al trabajo de Minaj llamando a la canción "divertida", pero dijo que "hasta que rapea a cabo ese verso, podría ser cualquiera".

## Rendimiento comercial
«Starships» debutó en la novena posición del listado estadounidense Billboard Hot 100 marcando su segunda canción solista en llegar al top diez, luego de «Super Bass» la cual llegó a la tercera posición. La canción alcanzó su mayor posición en el número cinco, por cuatro semanas no consecutivas y ha sido certificada seis veces platino en los Estados Unidos. En la semana del 13 de julio de 2012, «Starships» hizo historia en el listado por haber pasado 21 semanas consecutivas entre los diez primeros puestos sobrepasando el sencillo «I Gotta Feeling» de The Black Eyed Peas el cual pasó 20 semanas en el top diez en el año 2009, desde eso la canción fue superada por «Love Yourself» de Justin Bieber y «Closer» de The Chainsmokers con Halsey las cuales pasaron 32 semanas en el top diez. La canción alcanzó la posición número dos en el Hot Dance Club Songs y la número tres en el Pop Songs. Consiguió alcanzar la décima posición en el Hot Rap Songs y la número 85 en el Hot R&B/Hip-Hop Songs. Hasta diciembre de 2014, la canción registraba 4 500 000 millones de ventas puras en los Estados Unidos.
En el Reino Unido, la canción debutó en la posición número 16 del UK Singles Chart. Posteriormente alcanzó su máxima posición en el número dos de ese país, perdiendo el primer lugar contra «Somebody That I Used to Know» de Gotye y Kimbra el cual vendió 20 000 copias más que Minaj. A pesar de esto, la canción se convirtió en la canción más exitosa de Minaj en ese país (hasta «Bang Bang», la cual alcanzó la primera posición en 2014). También se convirtió en la sexta canción más reproducida de 2012 en el Reino Unido. Con 864 000 copias vendidas hasta el 31 de diciembre, se clasificó como la séptima canción más vendida del 2012 en el Reino Unido además de ser la canción más vendida en el Reino Unido de ese año que no alcanzó la primera posición. Hasta el 16 de junio de 2016, la canción había pasado 69 semanas en el listado. En Escocia, la canción debutó en la posición número once. Con éxito, la canción logró alcanzar la cima posicionándose en el puesto número uno del listado por dos semanas consecutivas, convirtiéndose en el segundo número uno de Minaj en ese país (después de «Where Them Girls At?» con David Guetta y Flo Rida). La canción permaneció en el listado escocés por 29 semanas no consecutivas. En Irlanda, la canción debutó en el número ocho. Eventualmente, la canción alcanzó el número dos y pasó 38 semanas consecutivas en el Top 40. El 14 de julio de 2016, «Starships» sobrepasó la marca de 1 000 000 de ventas puras en el Reino Unido.
En regiones oceánicas, la canción fue un gran éxito. En Australia, la canción debutó en el número catorce, llegando al número dos como su mayor posición donde permaneció por cinco semanas consecutivas convirtiéndose en la canción mejor posicionada de Minaj en el listado australiano, fue certificada 6× platino por la Australian Recording Industry Association (ARIA) con ventas que exceden las 420 000. En Nueva Zelanda la canción debutó en el número doce. La semana siguiente se elevó a la cuarta posición para más tarde alcanzar su mayor puesto en la posición número dos. La canción es la mejor posicionada de Minaj en ese país y el más duradero en el listado, fue certificado 2× platino por la Recording Industry Association of New Zealand (RIANZ) por ventas de 30 000 copias. «Starships» es además la cuarta canción más vendida del año 2012 en Nueva Zelanda.
En las regiones europeas, la canción tuvo un gran éxito. En Francia, «Starships» debutó en la posición 102 para una semana más tarde elevarse a la posición 47. La canción finalmente alcanzó su punto máximo en el número cinco durante tres semanas no consecutivas. En Bélgica (Flandes y Valonia), la canción alcanzó su punto máximo en el primer y séptimo puesto respectivamente donde entre ambas regiones se repartieron más de 20 semanas en el listado de música de ese país. Fue finalmente certificado oro por la Belgian Entertainment Association (BEA) con ventas excedentes a más de 10 000. En Suecia, la canción debutó en el número 43 del listado y alcanzó la tercera posición por dos semanas consecutivas permaneciendo además en la lista durante 29 semanas. Tras exceder las 20 000 ventas fue más tarde certificada oro por la International Federation of the Phonographic Industry (IFPI Suecia) En Suiza, la canción debutó en la posición número 60 de las listas. Más tarde se elevó al número cinco en su 12.ª semana por dos semanas consecutivas. Fue certificada platino por la International Federation of the Phonographic Industry (IFPI Suiza) con ventas superiores a 30 000 copias. En primavera de 2012, «Starships» fue el ringtone número 21 más descargado. «Starships» debutó en su primer año con 7 200 000 ventas alrededor del mundo y en 2016 oficialmente superó las 13 millones de ventas globales de las cuales de acuerdo con Nielsen SoundScan 9 500 000 eran ventas puras, siendo así la canción más vendida por una intérprete de rap femenina en la historia.

## Vídeo musical

### Antecedentes
El vídeo de «Starships» fue filmado en la isla de Oahu, Hawái y la escena de apertura es de la costa de Nā Pali. Fue un rodaje de 3 días, iniciando la filmación a partir del 13 de marzo de 2012 y terminando el 15 de marzo del mismo año. El vídeo fue dirigido Anthony Mandler (con quien ya había trabajado Minaj para el vídeo de su sencillo colaborativo «Bottoms Up» junto con Trey Songz) con la extensiva post-VFX producción de Leah Harmony y ejecutado por un equipo de artistas en Culver City. En una entrevista con Capital FM, Minaj comentó brevemente sobre el vídeo de «Starships» llamándolo "muy, muy descarado" y "su mejor hasta ahora". El vídeo se estrenó el 26 de abril de 2012 a las 7:56 p. m. en MTV. 20 días después del lanzamiento de su video Beez in the Trap 

### Sinopsis

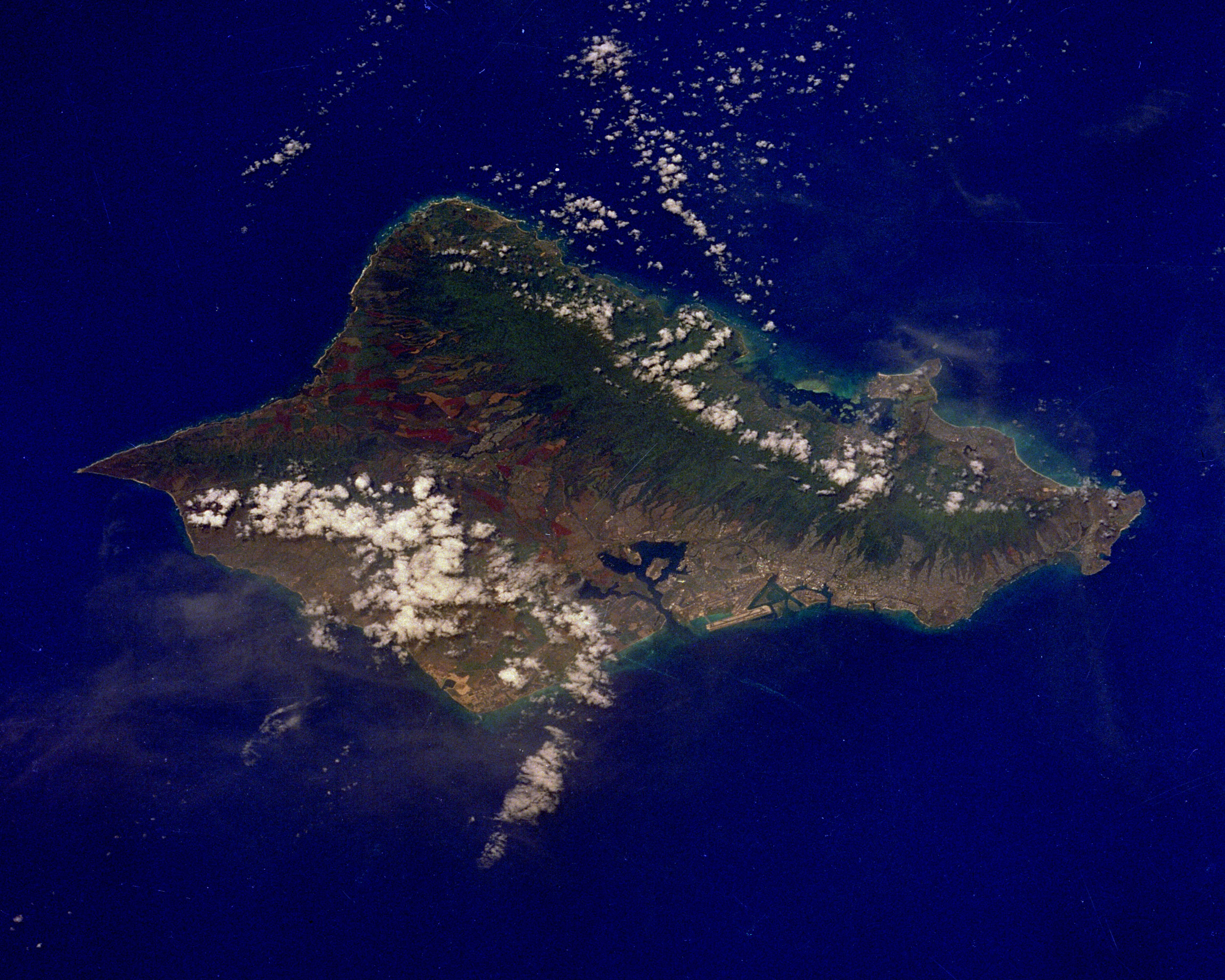
El vídeo fue rodado en su mayoría en las playas de Oahu, Hawái.

El vídeo se abre con una nave estelar volando hacia una isla después de ser convocada por una tribu local. Los lugareños de la isla lentamente se despiertan viendo como la nave pasa por encima. La nave estelar luego teletransportó a Minaj con un bikini rosa y pelo verde eléctrico en la playa y ella comienza a interpretar la canción. La rapera es presumiblemente adorada como una diosa siendo llevada a través de la selva por los lugareños de la isla con un bikini de color rosa pálido y pelo verde corto, el cual también usa durante algunos efectos de caleidoscopio y en una escena de ella en la playa cantando. Minaj es entonces vista bailando en las montañas vistiendo bodysuit blanco, rosa y negro detrás de una caja de cristal, mientras que algunos chicos isleños corren a ella. La escena luego se desplaza hacia la cima de un volcán en la noche, donde Minaj está sentada en la parte superior de la caja con algunos lugareños bailando a su alrededor. En la escena final, Minaj utiliza con pelo rubio con un bikini blanco con flecos sin tirantes y con unas salpicadas de pintura estando de fiesta con los isleños. En entre corte se muestra a Minaj cantando con efectos caidoscopios utilizando su segundo ya mencionado traje y algunos efectos más de luces negras. Termina con ella cantando la última línea mientras mira directamente a la cámara.

### Recepción crítica y concurso
John Mitchell de MTV criticó el lanzamiento pospuesto del vídeo, lo que resulta extraño que el vídeo para el tercer sencillo del álbum «Beez in the Trap» fue lanzado antes que el de «Starships». El 28 de mayo de 2012 se anunció una campaña del vídeo de «Starships» en el sitio web oficial de Minaj. La rapera le pidió a los fanes que grabaran un vídeo de ellos interpretando «Starships» cantando, bailando o con un instrumento musical. A continuación, Minaj seleccionaría a 5 ganadores. Los ganadores del concurso ganaron boletos y pases para reunirse con Minaj en su gira Pink Friday Tour. El vídeo ganó el premio a Mejor vídeo femenino en los MTV Video Music Awards en septiembre de 2012.

## Interpretaciones en directo
El 26 de febrero de 2012, Minaj interpretó el sencillo por primera vez en vivo junto a «Moment 4 Life», «Turn Me On» y «Super Bass» en el evento deportivo All-Star Game de la NBA 2012. Minaj también interpretó el sencillo durante la undécima temporada del programa American Idol el 29 de marzo de 2012. Ocho días después, el 6 de abril la rapera presentó el sencillo en el programa matutino The Today Show, y nuevamente en el mismo lugar el 14 de agosto de ese mismo año. Minaj interpretó la canción junto a «Right by My Side» en The Ellen DeGeneres Show el día 10 de mayo de 2012. El 30 de mayo de 2015 Minaj interpretó la canción en el iHeartRadio Summer Pool Party 2015 en Las Vegas, junto a sus otros sencillos como «Super Bass» y «The Night Is Still Young». El 8 de julio del mismo año, Minaj interpretó «Starships» en el Hip-Hop Summer Festival en Italia. «Starships» hizo parte del repertorio de canciones que Minaj interpretó durante sus giras Pink Friday Tour, Pink Friday: Reloaded Tour y The Pinkprint Tour.

## Uso en la cultura popular
El elenco de la serie de televisión de la cadena FOX Glee interpretó la canción en el episodio «Nationals», en el que el personaje de Wade «Unique» Adams – papel desempeñado por Alex Newell – versionó la canción. La cantante Madilyn Bailey realizó una versión acústica para su álbum The Covers, Vol. 1, de la misma manera Alex G junto a Shaun Reynold grabó su propia versión de la canción la cual fue posteriormente lanzada como sencillo. En septiembre de 2012 fue anunciado que «Starships» y «Whip It» serían parte del videojuego de Microsoft Studios Dance Central 3. Fue usada por Movistar para promocinar descuentos en enero de 2013 De la misma manera, la compañía francesa Ubisoft anunció que «Starships» y «Pound the Alarm» formarían parte de la lista de canciones del videojuego Just Dance 2014.

## Lista de canciones
- Descarga Digital — Versión explícita

| N.º | Título      | Duración |  |
| 1.  | «Starships» | 3:30     |  |

- Descarga Digital — Versión censurada

| N.º | Título      | Duración |  |
| 1.  | «Starships» | 3:30     |  |

- Sencillo CD promocional — Versión RU y AL

| N.º | Título       | Duración |  |
| 1.  | «Starships»  | 3:30     |  |
| 2.  | «Stupid Hoe» |          |  |

## Posicionamiento en listas

### Anuales
| País              | Lista                            | Mejor posición |         |
| 2012–13           | 2012–13                          | 2012–13        | 2012–13 |
| ----------------- | -------------------------------- | -------------- | ------- |
| Alemania          | GfK Entertainment Charts         | 17             |         |
| Australia         | ARIA Singles Chart               | 2              |         |
| Australia         | ARIA Urban Singles Chart         | 1              |         |
| Austria           | Ö3 Austria Top 40                | 26             |         |
| Bélgica (Flandes) | Ultratop Flandes                 | 5              |         |
| Bélgica (Flandes) | Ultratop Airplay Flandes         | 11             |         |
| Bélgica (Flandes) | Ultratop Dance Flandes           | 2              |         |
| Bélgica (Flandes) | Ultratop Urban Flandes           | 7              |         |
| Bélgica (Flandes) | Ultratip Bubbling Under Flandes  | 1              |         |
| Bélgica (Flandes) | Dance Bubbling Under Flandes     | 11             |         |
| Bélgica (Valonia) | Ultratop Valonia                 | 7              |         |
| Bélgica (Valonia) | Ultratop Airplay Valonia         | 13             |         |
| Bélgica (Valonia) | Ultratop Dance Valonia           | 1              |         |
| Bélgica (Valonia) | Ultratip Bubbling Under Valonia  | 7              |         |
| Bélgica (Valonia) | Dance Bubbling Under Valonia     | 2              |         |
| Brasil            | ABPD                             | 22             |         |
| Brasil            | Billboard Brasil Hot 100 Airplay | 22             |         |
| Brasil            | Hot Pop Songs                    | 21             |         |
| Canadá            | Canadian Hot 100                 | 4              |         |
| Canadá            | Canadian Digital Songs           | 3              |         |
| Colombia          | Lista 40                         | 4              |         |
| Colombia          | National-Report                  | 11             |         |
| Corea del Sur     | Gaon International Singles       | 75             |         |
| Dinamarca         | Track Top-40                     | 5              |         |
| Escocia           | Scottish Singles Chart Top 100   | 1              |         |
| Eslovaquia        | Rádio Top 100                    | 9              |         |
| España            | PROMUSICAE Top 100 songs         | 23             |         |
| Estados Unidos    | Adult Pop Songs                  | 24             |         |
| Estados Unidos    | Hot Dance Club Songs             | 2              |         |
| Estados Unidos    | Dance/Mix Show Airplay           | 2              |         |
| Estados Unidos    | Hot Digital Songs                | 3              |         |
| Estados Unidos    | Billboard Hot 100                | 5              |         |
| Estados Unidos    | Latin Airplay                    | 20             |         |
| Estados Unidos    | Latin Pop Airplay                | 8              |         |
| Estados Unidos    | Hot Latin Songs                  | 20             |         |
| Estados Unidos    | Pop Songs                        | 3              |         |
| Estados Unidos    | MySpace Songs                    | 3              |         |
| Estados Unidos    | On-Demand Streamings Songs       | 4              |         |
| Estados Unidos    | Hot R&B/Hip-Hop Songs            | 85             |         |
| Estados Unidos    | Radio Songs                      | 3              |         |
| Estados Unidos    | Hot Rap Songs                    | 10             |         |
| Estados Unidos    | Rhythmic Songs                   | 3              |         |
| Estados Unidos    | Ringtones                        | 21             |         |
| Finlandia         | Suomen virallinen lista          | 3              |         |
| Francia           | SNEP Singles Chart               | 5              |         |
| Francia           | France Digital Song Sales        | 5              |         |
| Hungría           | Rádiós Top 40                    | 9              |         |
| Irlanda           | Irish Singles Chart              | 2              |         |
| Japón             | Japan Hot 100                    | 4              |         |
| Luxemburgo        | Luxembourg Digital Songs         | 10             |         |
| México            | Billboard Mexico Airplay         | 20             |         |
| Nueva Zelanda     | NZ Singles Chart                 | 2              |         |
| Países Bajos      | Single Top 100                   | 5              |         |
| Países Bajos      | Mega Top 50                      | 5              |         |
| Polonia           | Polish Video TOP 5               | 2              |         |
| República Checa   | Rádio Top 100                    | 24             |         |
| Reino Unido       | UK Singles Chart                 | 2              |         |
| Reino Unido       | UK R&B Singles Chart             | 1              |         |
| Suecia            | Sverigetopplistan                | 3              |         |
| Suiza             | Schweizer Hitparade              | 5              |         |

| Alemania       | Media Control Charts | 78 |
| Australia      | ARIA Singles Chart   | 6  |
| Canadá         | Canadian Hot 100     | 9  |
| Estados Unidos | Billboard Hot 100    | 9  |
| Estados Unidos | Hot Pop Songs        | 13 |
| Estados Unidos | Hot Dance Club Songs | 28 |
| Estados Unidos | Rap Songs            | 31 |
| Francia        | SNEP Singles Chart   | 24 |
| Hungría        | Rádiós Top 40        | 37 |
| Irlanda        | IRMA Singles Chart   | 6  |
| Nueva Zelanda  | RIANZ                | 4  |
| Reino Unido    | UK Singles Chart     | 7  |

## Sucesión en listas
| Predecesor: «Wild Ones» de Flo Rida con Sia                    | ARIA Urban Singles Chart — Canción número uno 11 de marzo de 2012 — 19 de marzo de 2012                      | Sucesor: «Whistle» de Flo Rida      |
| Predecesor: «Somebody That I Used to Know» de Gotye con Kimbra | Official Scottish Singles Sales Chart Top 100 — Canción número uno 31 de marzo de 2012 — 17 de marzo de 2012 | Sucesor: «Part of Me» de Katy Perry |
| Predecesor: «Rockstar» de Dappy con Brian May                  | UK R&B Singles Chart — Canción número uno 10 de marzo de 2012 — 31 de marzo de 2012                          | Sucesor: «Last Time» de Labrinth    |

## Ventas y certificaciones
| País                                                       | Organismo certificador | Certificación | Ventas    | Ref.    |
| ---------------------------------------------------------- | ---------------------- | ------------- | --------- | ------- |
| Alemania                                                   | BVMI                   | Oro           | 150 000   | [ 98 ]  |
| Australia                                                  | ARIA                   | 7× Platino    | 550 000   | [ 99 ]  |
| Bélgica                                                    | BEA                    | Oro           | 19 000    | [ 100 ] |
| China                                                      | —                      | —             | 1 500 000 | [ 101 ] |
| Dinamarca                                                  | IFPI                   | Oro           | 20 000    | [ 102 ] |
| Estados Unidos                                             | RIAA                   | 6× Platino*   | 5 075 000 | [ 30 ]  |
| Italia                                                     | FIMI                   | Platino       | 35 000    | [ 103 ] |
| Japón                                                      | RIAJ                   | Platino       | 300 000   | [ 104 ] |
| Nueva Zelanda                                              | RIANZ                  | 2× Platino    | 40 000    | [ 105 ] |
| Noruega                                                    | IFPI                   | 3× Platino    | 35 000    | [ 106 ] |
| Reino Unido                                                | BPI                    | 2× Platino    | 1 200 550 | [ 108 ] |
| Suecia                                                     | IFPI - SUE             | 3× Platino    | 130 000   | [ 109 ] |
| Suiza                                                      | IFPI - SUI             | 2x Platino    | 50 000    | [ 110 ] |
| Venezuela                                                  | IFPI - VE              | 2× Platino    | 25 000    | [ 111 ] |
| Únicamente streaming                                       |                        |               |           |         |
| Dinamarca                                                  | IFPI                   | 2× Platino*   | 3 680 000 | [ 112 ] |
| (*) significa que la certificación puede incluir streaming |                        |               |           |         |

## Premios y nominaciones
| Año  | Premiación                       | Categoría                     | Resultado |
| ---- | -------------------------------- | ----------------------------- | --------- |
| 2012 | BMI Pop Awards                   | Canción ganadora del premio   | Ganador   |
| 2012 | MTV Video Music Awards           | Mejor vídeo femenino          | Ganador   |
| 2012 | MuchMusic Video Awards           | Mejor vídeo internacional     | Nominado  |
| 2012 | Q Awards                         | Mejor vídeo                   | Nominado  |
| 2012 | Soul Train Music Awards          | Mejor interpretación Dance    | Nominado  |
| 2012 | Teen Choice Awards               | Canción de R&B/Hip-Hop        | Ganador   |
| 2012 | VEVO Certified                   | 100 millones de vistas        | Ganador   |
| 2012 | Virgin Media Music Awards        | Mejor vídeo                   | Nominado  |
| 2012 | 4Music Video Honours             | Mejor vídeo del 2012          | Nominado  |
| 2013 | ASCAP Pop Music Awards           | Canción más interpretada      | Ganador   |
| 2013 | Billboard Music Awards           | Top canción Dance             | Nominado  |
| 2013 | BMI London Awards                | Canción ganadora del premio   | Ganador   |
| 2013 | BMI Pop Awards                   | Canción ganadora del premio   | Ganador   |
| 2013 | BMI Urban Awards                 | Canción del año               | Ganador   |
| 2013 | BMI Urban Awards                 | Canción ganadora del premio   | Ganador   |
| 2013 | International Dance Music Awards | Mejor pista Dance Rap/Hip-Hop | Nominado  |
| 2013 | MTV Platinum Video Plays Awards  | Certificación platino         | Ganador   |
| 2014 | World Music Awards               | Mejor vídeo del mundo         | Nominado  |
| 2014 | World Music Awards               | Mejor canción del mundo       | Nominado  |

## Créditos y personal
Lugares de grabación
- Grabación en Kinglet Studios, Estocolmo, Suecia, y Conway Recording Studios, Hollywood, California, Estados Unidos
- Mezclado en Conway Recording Studios

Personal
| - Onika Maraj – Intérprete, compositor (a) - Nadir "RedOne" Khayat – Compositor, productor, instrumentador - Carl Falk – Compositor, productor, mezclador, vocales adicionales, instrumentador, sonido de guitarra - Rami Yacoub – Compositor, productor, mezclador, editor de voz, instrumentador | - Wayne Hector – Compositor, vocales adicionales - Trevor Muzzy – Grabador, mezclador, editor de voz - Ariel Chobaz – Grabador (Asistido por Jon Sher) - Mohombi Moupondo – Vocales adicionales |

 Créditos adaptados por las líneas de Pink Friday: Roman Reloaded

## Historial de lanzamiento
| País           | Fecha                 | Formato (s)                      |
| -------------- | --------------------- | -------------------------------- |
| Estados Unidos | 14 de febrero de 2012 | Estreno radial, descarga digital |
| Canadá         | 14 de febrero de 2012 | descarga digital                 |
| Reino Unido    | 14 de febrero de 2012 | descarga digital                 |
| Irlanda        | 14 de febrero de 2012 | descarga digital                 |
| Bélgica        | 15 de febrero de 2012 | descarga digital                 |
| España         | 15 de febrero de 2012 | descarga digital                 |
| Finlandia      | 15 de febrero de 2012 | descarga digital                 |
| Italia         | 15 de febrero de 2012 | descarga digital                 |
| Luxemburgo     | 15 de febrero de 2012 | descarga digital                 |
| Países Bajos   | 15 de febrero de 2012 | descarga digital                 |
| Nueva Zelanda  | 15 de febrero de 2012 | descarga digital                 |
| Noruega        | 15 de febrero de 2012 | descarga digital                 |
| Austria        | 15 de febrero de 2012 | descarga digital                 |
| Portugal       | 15 de febrero de 2012 | descarga digital                 |
| Singapur       | 15 de febrero de 2012 | descarga digital                 |
| Estados Unidos | 21 de febrero de 2012 | Radio Mainstream y Rhythmic      |
| Alemania       | 6 de abril de 2012    | Sencillo en CD                   |